# Leslie Bricusse
Leslie Bricusse (Londres, 29 de gener de 1931 – Sant Pau, Alps Marítims, 19 d’octubre de 2021) va ser un compositor, lletrista i dramaturg anglès.
Tot i que és principalment conegut per la seva col·laboració amb Anthony Newley, Bricusse va treballat amb diversos autors més. Va estudiar a University College School de Londres i al Gonville and Caius College de Cambridge. Vivia a Califòrnia, i estava casat amb l'actriu Yvonne Romain.
Dos èxits de Sammy Davis, Jr. eren cançons de Bricusse: "What Kind of Fool Am I?" (de Stop the World - I Want to Get Off) i "The Candy Man" (de Willy Wonka & the Chocolate Factory). Entre altres artistes que han cantat cançons seves estan Matt Monro, Frank Sinatra ("My Kind of Girl"), Shirley Bassey ("Goldfinger"), Harry Secombe ("If I Ruled the World"), Nancy Sinatra ("You Only Live Twice"), Maureen McGovern ("Can You Read My Mind") i Diana Krall ("When I Look in Your Eyes").

## Obra

### Musicals
- Stop the World – I Want to Get Off (amb Newley) (1961) - inclou "Once in a Lifetime" i "What Kind of Fool Am I?"
- Pickwick - amb Cyril Ornadel (1963)
- The Roar of the Greasepaint – The Smell of the Crowd (amb Newley) (1965) - inclou "Who Can I Turn to (When Nobody Needs Me)?" i "Feeling Good"
- Doctor Dolittle (1967) - inclou "Talk to the Animals"
- Sweet November (amb Newley)
- Goodbye, Mr. Chips (1969)
- Scrooge (amb Ian Fraser; Herbert W. Spencer) (1970) - inclou "Thank You Very Much"
- Willy Wonka & the Chocolate Factory (amb Newley) (1971)
- Beyond the Rainbow (només les lletres) (1978)[7]
- The Good Old Bad Old Days (amb Newley) (1974)
- Peter Pan (television, amb Newley) (1976)
- Victor Victoria (pel·lícula amb Henry Mancini) (1982)
- Sherlock Holmes: The Musical – llibret, música i lletres (1989)
- Hook (amb John Williams) (1991) - inclou "When You're Alone"
- Jekyll & Hyde (només les lletres) (1990/1994/1997)
- Scrooge (musical de Broadway de 1992)
- Victor/Victoria (adaptació de 1995 per Broadway)
- Cyrano de Bergerac The Musical (2009, Tokio, amb Frank Wildhorn)[8]
- Sammy (2009) - Old Globe Theatre[9]

### Cançons
- "Out of Town" (1956)
- "My Kind of Girl" (1961)
- "What Kind of Fool Am I?" (1963)
- "Goldfinger" (amb John Barry i Anthony Newley) de Goldfinger (1964)
- "You Only Live Twice" (amb Barry) de You Only Live Twice (1967)
- "Two for the Road" (amb Henry Mancini) de Two for the Road (1967)
- "Talk to the Animals" from Doctor Dolittle (1967)
- "Your Zowie Face" per la pel·lícula In Like Flint, música de Jerry Goldsmith (1967)
- "Candy Man" i "Pure Imagination" (amb Newley) de Willy Wonka & the Chocolate Factory (1971)
- "Can You Read My Mind (Love Theme)" (amb John Williams) de Superman (1978)
- "Making Toys", "Every Christmas Eve/Santa's Theme (Giving)", "It's Christmas Again", "Patch! Natch!" i "Thank You, Santa!" (amb Henry Mancini) de Santa Claus: The Movie (1985)
- "Life in a Looking Glass" (amb Henry Mancini) de That's Life (1986)
- "Somewhere in My Memory" de Home Alone (amb John Williams) (1990)
- "When You're Alone", "We Don't Wanna Grow Up" de Hook (amb John Williams) (1991)
- "Christmas at Hogwarts" (amb John Williams) a Harry Potter and the Philosopher's Stone.
- "The Perfect Song" (amb Andrew Lloyd Webber) per Michael Ball.

### Premis
- Premi Grammy
  - Cançó de l'Any, 1963 - "What Kind of Fool Am I"
- Premi de l'Acadèmia]
  - Millor cançó original, 1967 - "Talk to the Animals"
  - Millor banda sonora, 1982 - Victor/Victoria
- Songwriters Hall of Fame[11]

### Nominacions
- Premi Tony[5]
  -  Millor Musical, 1963 - Stop the World - I Want to Get Off
  - Millor Banda Sonora, 1963 - "Stop the World - I Want to Get Off"
  - Millor Llibret de Musical, 1963 - "Stop the World - I Want to Get Off"
  - Millor Banda Sonora, 1965 - "The Roar of Greasepaint - The Smell of the Crowd"
  - Millor Llibret de Musical, 1997 - "Jekyll & Hyde"
- Premi de l'Acadèmia]
  - Millor banda sonora, 1967 - Doctor Dolittle
  - Millor banda sonora, 1969 - Goodbye, Mr. Chips
  - Millor banda sonora, 1970 - Scrooge
  - Millor cançó original, 1970 - "Thank You Very Much"
  - Millor banda sonora, 1971 - Willy Wonka & the Chocolate Factory
  - Millor cançó original, 1986 - "Life in a Looking Glass"
  - Millor cançó original, 1990 - "Somewhere in My Memory"
  - Millor cançó original, 1991 - "When You're Alone"
- Premi Golden Raspberry
  - Pitjor cançó original, 1986 - "Life in a Looking Glass", de Així és la vida